# Castillo de Loarre

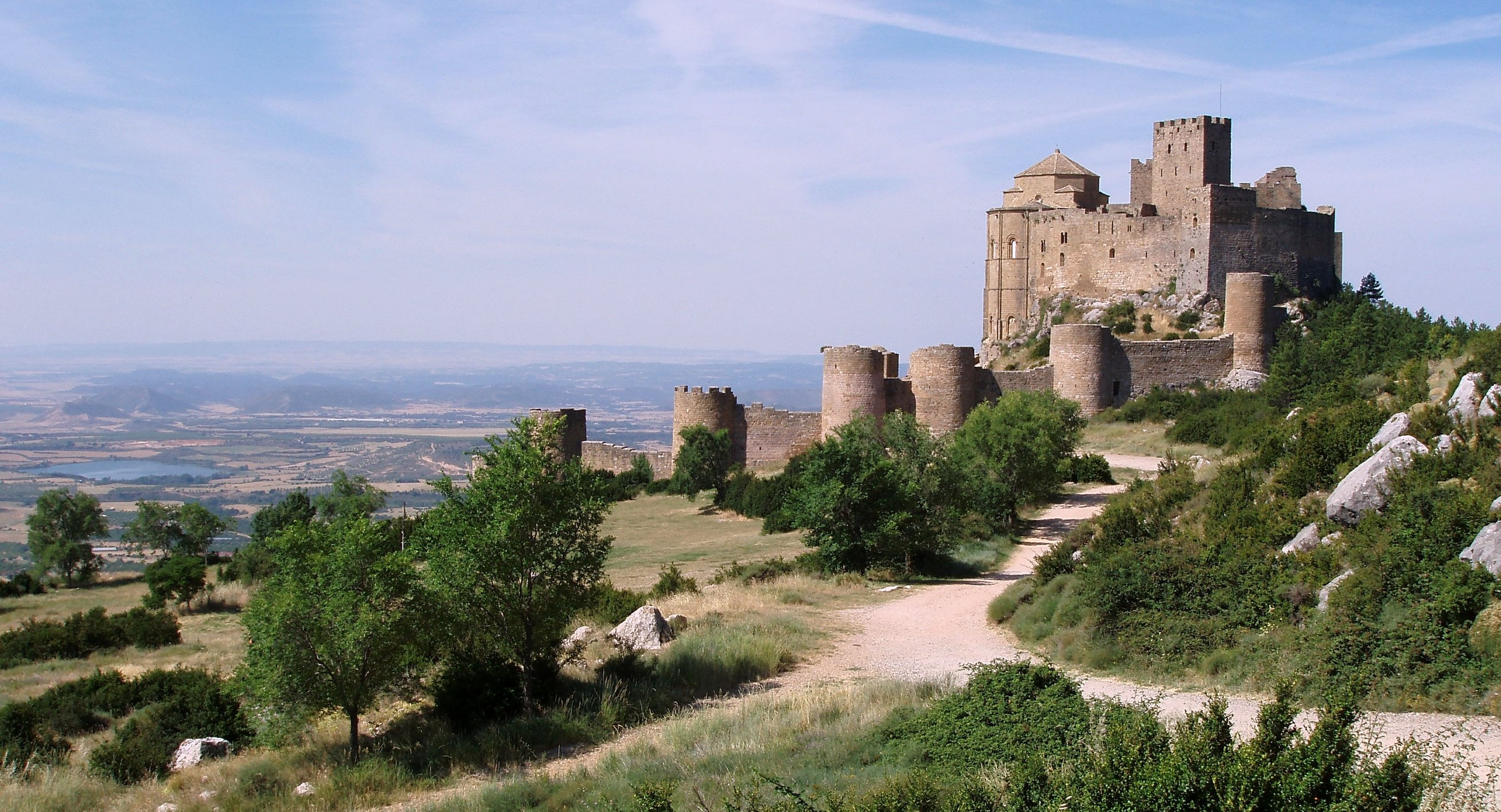
Burg von Loarre

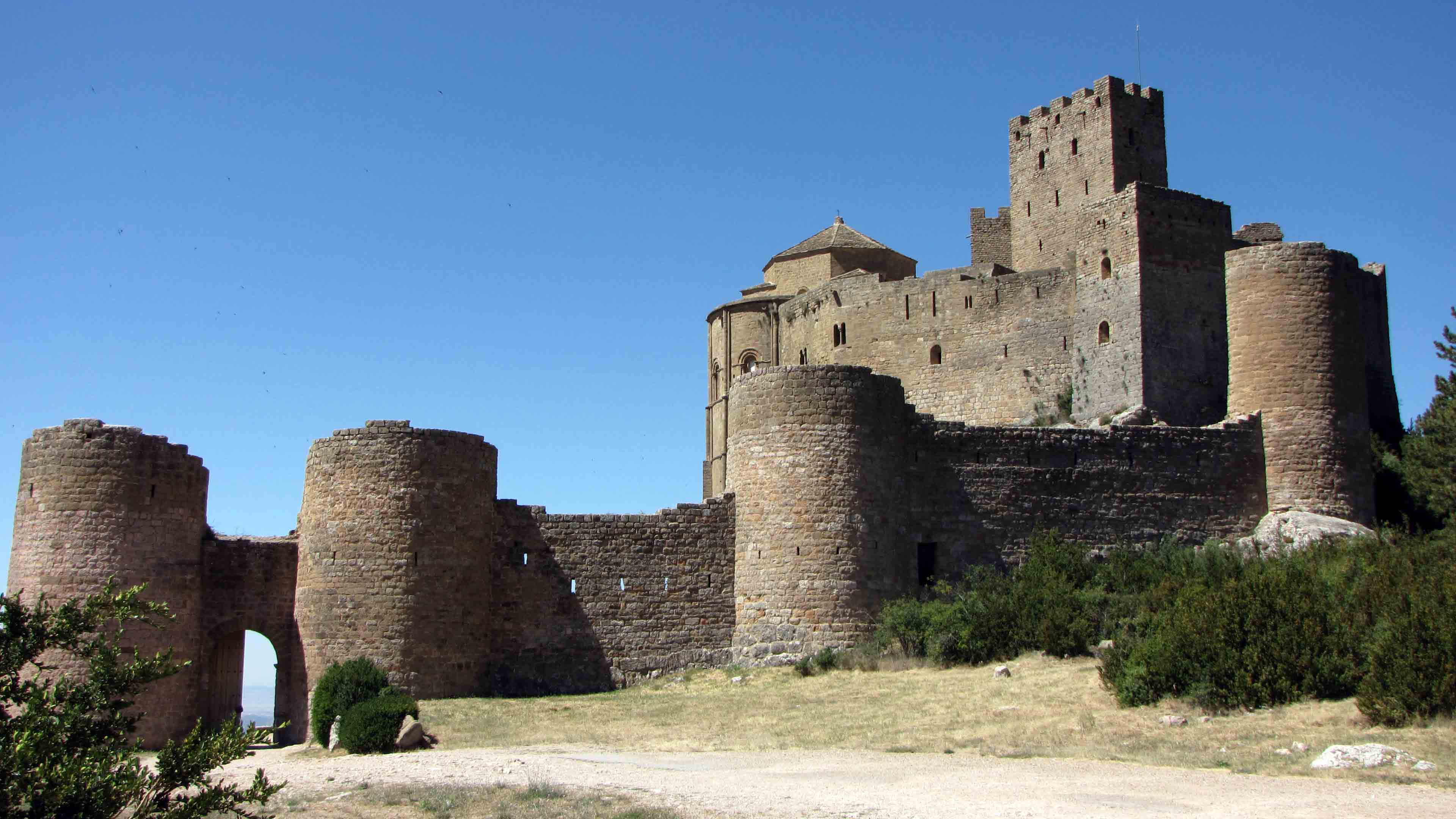
Türme der Burg

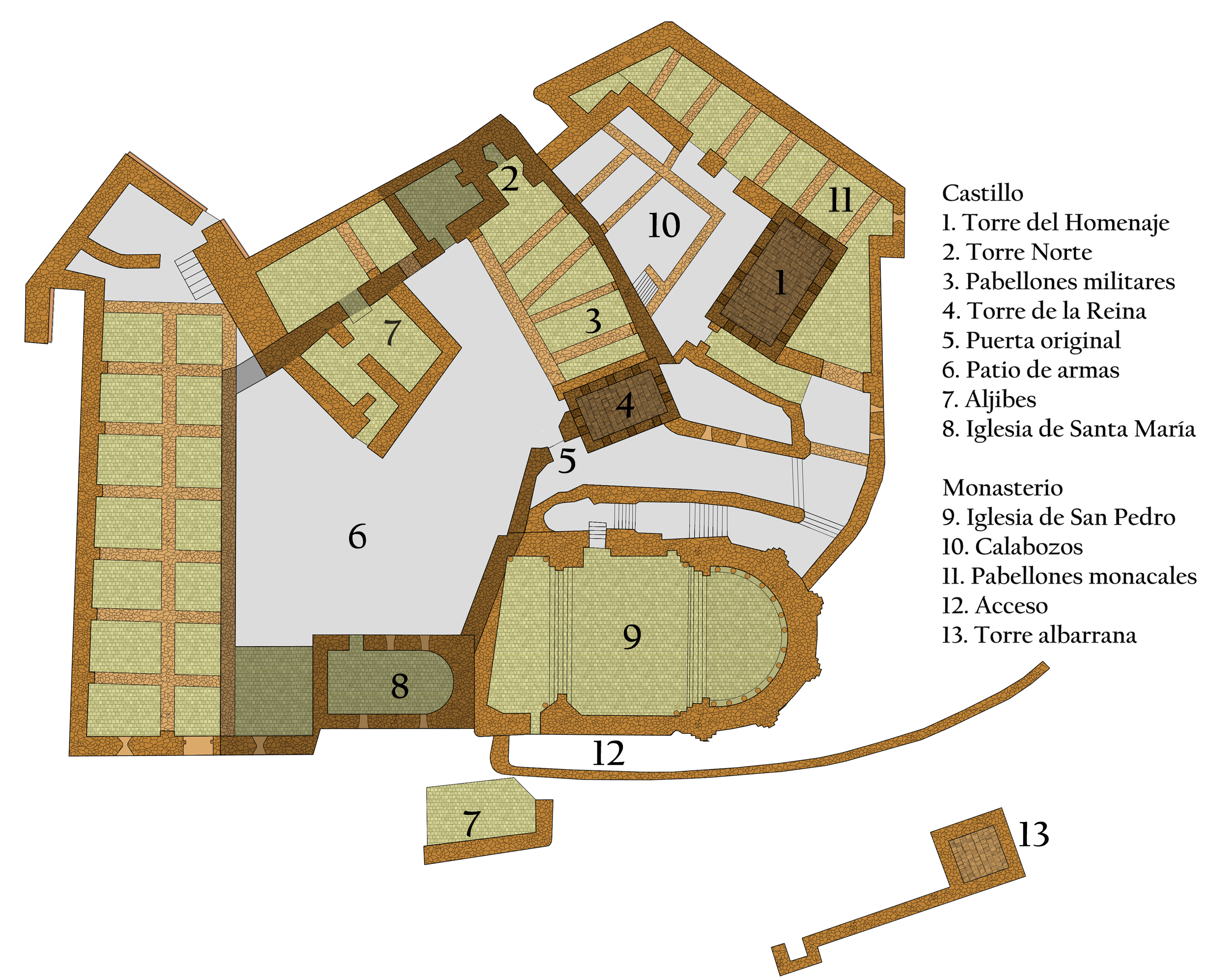
Planskizze

Das Castillo de Loarre ist eine Burg in der Gemeinde Loarre in der Provinz Huesca der Autonomen Region Aragonien im Norden Spaniens. Die circa 300 Meter über dem Ort gelegene Burg gilt als eine der schönsten ganz Spaniens und ist ein geschütztes Baudenkmal (Bien de Interés Cultural).

## Geschichte
Die Geschichte der Burg beginnt im Jahr 1019, als Sancho III. (reg. 999–1035), König von Navarra, hier im Rahmen der Rückeroberung (reconquista) der Gegend von den Mauren eine Kirche stiftete. Der Rest der Klosterburg entstand unter König Sancho Ramírez (reg. 1063–1094), der hier sowohl eine Burg als auch ein befestigtes Augustiner-Chorherrenstift gründete. Nach der Rückeroberung der weiter südlich gelegenen Stadt Huesca im Jahr 1098 verlor die Burg an strategischer Bedeutung. Im 12. Jahrhundert diente sie als eine von mehreren königlichen Residenzen. Ende des 13. Jahrhunderts entstand der doppelte Mauerring mit seinen acht Rundtürmen. Im 14. Jahrhundert wurde die gesamte Anlage an Antonio de Luna, einen Günstling des Königs, verkauft.

## Architektur
Die einschiffige und nahezu ungegliederte Kirche Santa María mit überkuppelter Apsis ist wahrscheinlich der älteste Teil der Anlage. Die von einer tonnengewölbten Krypta unterfangene Hauptkirche San Pedro zeigt deutlich entwickeltere Formen – vor allem in der Apsis. Das Joch davor wird von einer trompengestützten Kuppel überspannt; vier kleine Rundfenster (oculi) sorgen für die Belichtung. Zahlreiche vegetabilische und figürliche Kapitelle lockern die Strenge der Architektur etwas auf.
Die Burg besitzt einen fünfgeschossigen Hauptturm (torre del homenaje) und einen kleineren Turm, den sogenannten „Turm der Königin“ (Torre de la Reina). Ein weiterer Turm (Torre Albarrana) steht etwas tiefer als die Hauptburg, aber immer noch innerhalb des Mauerrings; er zeigt zwei Zwillingsfenster (ajimezes) im Obergeschoss. Teile der Burggebäude fungierten als Kloster (Kirchen und Mönchszellen).

## Sonstiges
Die Burg diente bei mehreren Kinofilmen als Hintergrundkulisse, darunter
- Crónica del alba. Valentina. (1982), Regie: Antonio Betancor, Hauptdarsteller: Jorge Sanz, Anthony Quinn und Eusebio Poncela
- Königreich der Himmel (2005), Regie: Ridley Scott, Hauptdarsteller: Orlando Bloom, Eva Green, Jeremy Irons und Liam Neeson
- Miguel y William (2007); Regie: Inés Paris, Hauptdarsteller: Elena Anaya, Juan Luis Galiardo, Will Kemp und Geraldine Chaplin